# 21 de agosto nos Jogos Olímpicos de Verão de 2016
21 de agosto de 2016 nos Jogos Olímpicos de Verão de 2016 foi o décimo nono e último dia de competições.

## Esportes
| - Atletismo - Basquetebol - Boxe | - Ciclismo - Ginástica - Handebol | - Lutas - Voleibol |

## Destaques do dia

### Cerimônia de encerramento
- Horário- 20:00